# Сурские бани
Су́рские ба́ни — банно-прачечный комплекс, расположенный на улице 10-й дивизии НКВД Центрального района Волгограда.

## История
В Сталинграде конца 20-х — начала 30-х годов XX века широко развернулось возведение жилых массивов, наряду с которыми строились и объекты бытового обслуживания населения. Среди них — общественные бани.
Официальная дата открытия банно-прачечного комплекса «Сурские бани», построенного на месте бывших царицынских складов жигулёвского пива, — 5 ноября 1935 года. Своё название они получили от улицы, на которой стояли — Сурской, а та в свою очередь по легенде была названа в честь реки Сура, протекавшей в соседнем овраге.Здание было спроектировано в стиле советского барокко.
В 1942 году во время Сталинградской битвы здание было разрушено бомбардировками, от него остались лишь стены и несущие железобетонные конструкции. Осенью 1942 года в уцелевшем подвале прифронтового здания, ранее занятый прачечной, немецкое командование разместило эвакогоспиталь, который располагался здесь до января 1943 года. После войны стратегически важный объект восстановили, и в 1949 году бани вновь открыли свои двери для посетителей.
На сегодняшний день здание, являющееся объектом культурного наследия регионального значения, продолжает функционировать по своему прямому назначению.